# Montes Harbinger
Montes Harbinger – samotne skupisko gór na Księżycu, na zachodnim brzegu basenu Mare Imbrium. Leżą na północny wschód od krateru Prinz. Składają się z czterech głównych grzbietów i kilku mniejszych wzgórz, niewiele wznoszących się ponad otaczające je morze księżycowe. Współrzędne selenograficzne ich centrum wynoszą ☾ 27,0°N 41,0°W/27,000000 -41,000000, a średnica 90 km. Nazwa Montes Harbinger pochodzi stąd, że ich ukazanie się zwiastuje świt w kraterze Arystarch położonym na południowym zachodzie.